# Hotel Montana
Hotel Montana è il secondo album in studio del rapper italiano Yung Snapp, pubblicato il 1º settembre 2023.

## Descrizione
Si tratta del primo album da solista del rapper. Secondo quanto dichiarato in un'intervista con Billboard Italia, l'album presenta influenze R&B e crunk e si ispira ad artisti come Lil Jon e Yung Joc e ad album come I Never Liked You del rapper statunitense Future. Esso presenta inoltre sonorità trap, house, afro e pop caraibico.
Il 5 luglio 2024 è stata pubblicata l'edizione deluxe dell'album, comprensiva di sette tracce bonus tra cui collaborazioni con Rhove, Don Pero, Vale Lambo e Side Baby.

## Tracce
Testi e musiche di Antonio Lago, eccetto dove indicato.
1. Primm ca m n vac – 2:27
2. Money Cash (feat. Diss Gacha) – 2:26 (testo: Antonio Lago, Gabriele Pastero)
3. Kiss You (F**k You) (feat. Geolier) – 3:27 (testo: Antonio Lago, Emanuele Palumbo, Luigi Scialdone – musica: Luca de Gregorio, Antonio Lago, Luigi Scialdone)
4. Basti tu – 2:58 (Mauro Marcello Fenoaltea, Antonio Lago, Tomás Francesco McCan)
5. Champagne Problems (feat. MamboLosco) – 2:35 (testo: Salvatore Allozzi, Antonio Lago, William Miller Hickman III – musica: Salvatore Allozzi, Antonio Lago, Guido Parisi)
6. Tutto l'oro – 3:01
7. Solo (feat. CoCo) – 3:00 (testo: Corrado Migliaro, Antonio Lago)
8. Ma xkè a me? – 2:36 (Enrico Brun, Antonio Lago)
9. Sincer (feat. Lele Blade, Icy Subzero) – 3:41 (testo: Alessandro Arena, Matteo D'Alessio, Lorenzo Di Domenicantonio, Antonio Lago – musica: Antonio Lago, Ayden Lau)
10. ATM (feat. MV Killa) – 2:34 (testo: Fabrizio Fusco, Antonio Lago, Marcello Valerio – musica: Fabrizio Fusco, Antonio Lago)
11. Ngopp ‘a di – 3:02
12. Shawty (feat. Anna) – 3:04 (testo: Antonio Lago, Anna Pepe)
13. Thanks – 2:18

Tracce bonus nell'edizione deluxe
Testi e musiche di Antonio Lago, Salvatore Mollica, eccetto dove indicato.
1. Matchy Matchy – 2:30
2. Justin Bieber (feat. Side Baby) – 2:52 (testo: Arturo Bruni, Fabrizio Fusco, Antonio Lago – musica: Fabrizio Fusco)
3. Teng sul a te (feat. Vale Lambo) – 2:27 (testo: Valerio Apice, Antonio Lago – musica: Antonio Lago)
4. Marijuana (feat. Rhove) – 2:54 (testo: Antonio Lago, Samuel Roveda – musica: Antonio Lago)
5. Verde – 2:30
6. Baby U (feat. Don Pero) – 2:39 (testo: Simone Capurro, Antonio Lago, Giampier Francesco Lateano – musica: Simone Capurro, Antonio Lago)
7. Club paradiso – 2:25 (Antonio Lago, Guido Parisi)

## Classifiche
| Classifica (2023) | Posizione massima |
| ----------------- | ----------------- |
| Italia            | 14                |